# Giovanni Toti

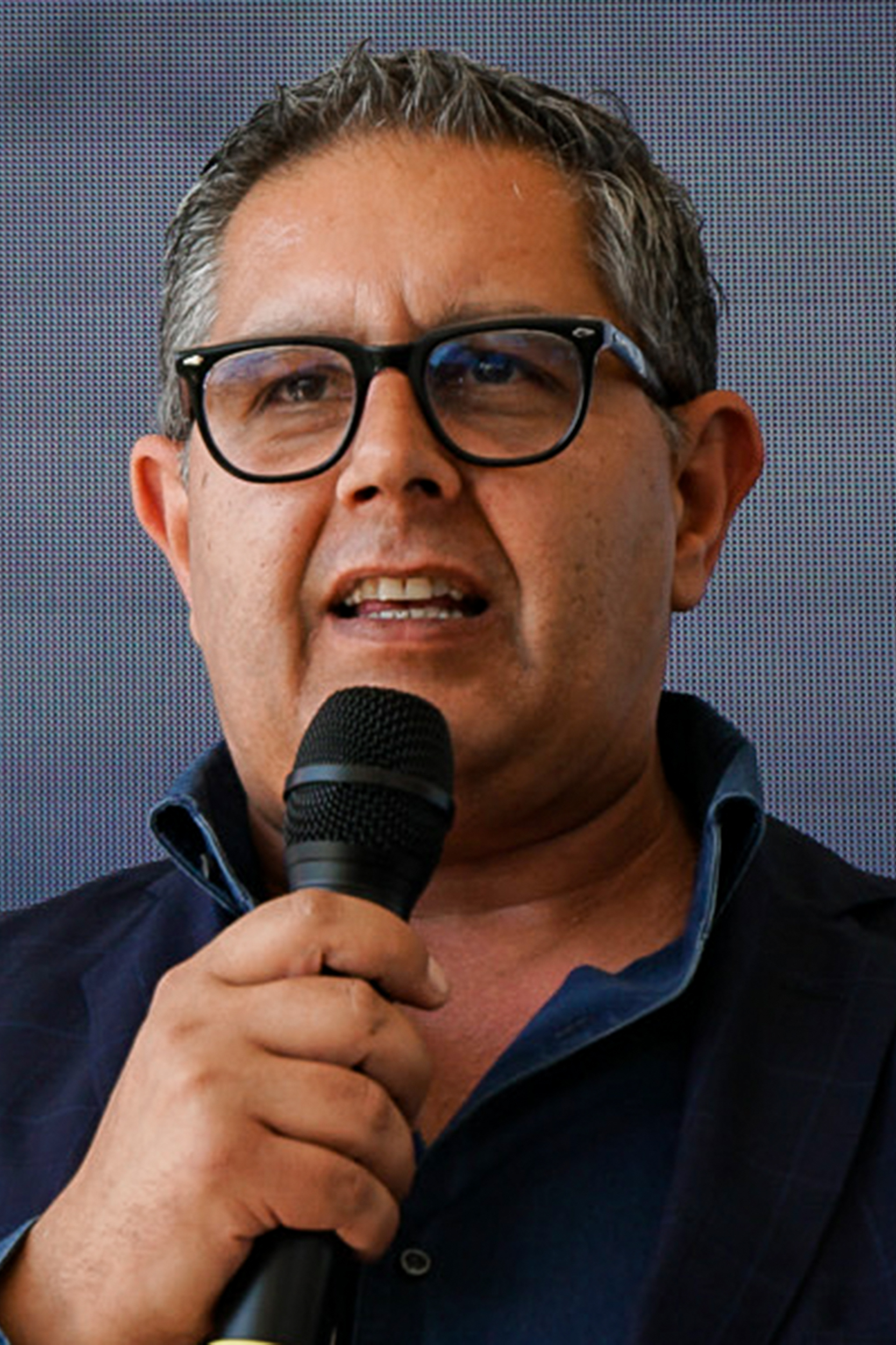
Giovanni Toti (2023)

Giovanni Toti (* 7. September 1968 in Viareggio, Provinz Lucca) ist ein italienischer Fernsehjournalist und Politiker. Er war in leitenden Positionen für die Nachrichtenprogramme der Mediaset-Gruppe tätig. Als Mitglied der Partei Forza Italia war er von 2014 bis 2015 Mitglied des Europäischen Parlaments. Von 2015 bis 2024 war er Präsident der Region Ligurien. Toti gründete im August 2019 die Partei Cambiamo!, der er seither vorsteht.

## Leben und Karriere
Toti wuchs in Marina di Massa an der Küste der Toskana auf, wo seine Familie ein Hotel betrieb. Als Schüler war er Mitglied der Jugendorganisation der Partito Socialista Italiano. Er studierte an der Universität Mailand Politikwissenschaft. Ab 1997 war er als Journalist für Studio Aperto tätig, die Nachrichtensendung des Fernsehkanals Italia 1, der zu Silvio Berlusconis Mediaset-Gruppe gehört. 2010 wurde er Chefredakteur von Studio Aperto. Als Nachfolger Emilio Fedes übernahm er 2012 zudem die Leitung von TG4, dem Nachrichtenformat von Rete 4, das zum selben Konzern gehört. Unter seiner Leitung wurden die meteorine – leichtbekleidete junge Frauen, die den Wetterbericht präsentierten – durch professionelle Meteorologen ersetzt.
Anfang 2014 wechselte Toti in die Politik und kandidierte für Berlusconis Partei Forza Italia zur Europawahl. Als Vertreter des Wahlkreises Nordwest-Italien wurde er in das Europäische Parlament gewählt. Dort gehörte er der EVP-Fraktion an, war Mitglied im Ausschuss für Kultur und Bildung und Delegierter im Ausschuss für parlamentarische Kooperation EU-Russland. Zur Regionalwahl in Ligurien im Mai 2015 trat er als Spitzenkandidat des Mitte-rechts-Bündnisses (Forza Italia, Lega Nord, Fratelli d’Italia) an. Mit 34,4 % der Stimmen wurde er zum Präsidenten der Region gewählt. Im Juli 2015 legte er sein EU-Mandat nieder. Seitdem ist er auch Vizepräsident der Konferenz der italienischen Regionen und autonomen Provinzen.
Nach dem schwachen Abschneiden von Forza Italia bei der Europawahl 2019 ernannte Berlusconi Toti und Mara Carfagna zu nationalen Koordinatoren, mit dem Auftrag, die Partei zu reformieren. Totis Vorschlag, Spitzenämter in Urwahlen zu bestimmen, die nicht nur Parteimitgliedern, sondern allen interessierten Bürgern offenstehen sollten, fand jedoch nicht Berlusconis Unterstützung. Toti beklagte daraufhin mangelnde innerparteiliche Demokratie und eine unklare Ausrichtung von Forza Italia. Im August 2019 trat er aus Forza Italia aus und gründete eine neue Mitte-rechts-Partei namens Cambiamo! („Lasst uns verändern!“). Diese will das Bündnis mit den rechten Parteien Lega Nord und Fratelli d’Italia fortsetzen.